# Tomothérapie

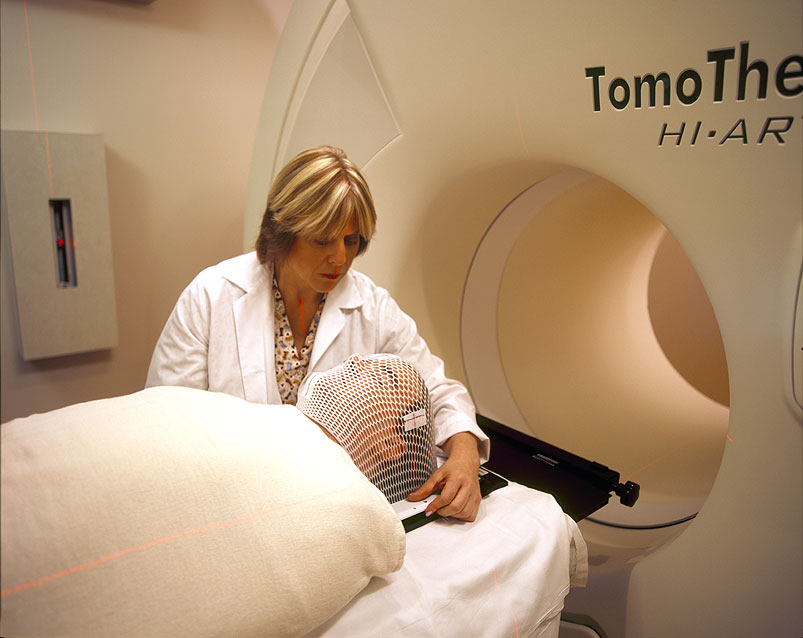
Patient bénéficiant d'une tomothérapie

La tomothérapie est une technique de radiothérapie guidée par l'image qui consiste à coupler un scanner et un accélérateur de particules miniaturisé qui tourne autour du patient « en spirale » pendant que la table sur laquelle il est allongé se déplace dans le sens de la longueur. Les faisceaux de rayons varient en fonction du déplacement du patient.
Cette radiothérapie hélicoïdale garantit au patient un meilleur ciblage du tissu tumoral à irradier, tout en réduisant les risques d'irradiation pour les organes sains à proximité. Cette technologie est destinée à des localisations et des traitements complexes tels que ceux des cancers de la sphère ORL.
Cette technique permet de délivrer les rayons par modulation d'intensité, en bandes très étroites, ce qui permet de traiter le patient en tranches, à l'identique de l'imagerie médicale dans les trois dimensions (scanner).

## Centres de tomothérapie en France
En 2015, une dizaine de centres français et trois CHU sont équipés d'un appareil de tomothérapie, avec les centres de lutte contre le cancer de Grenoble (Centre hospitalier universitaire de Grenoble), Bordeaux (institut Bergonié), Caen (centre François-Baclesse), Lyon (centre Léon-Bérard),  Nantes (centre René-Gauducheau), Paris (institut Curie, Institut Gustave Roussy, groupe de la Pitié-Salpêtrière, hôpital européen Georges-Pompidou), Strasbourg (centre Paul-Strauss), de Toulouse (institut Claudius-Regaud, Lille (Centre Oscar-Lambret), Marseille (hôpital Nord et institut Paoli-Calmette), Reims (institut Jean-Godinot), Nice (centre Antoine-Lacassagne), Dechy (centre Léonard-de-Vinci), Mulhouse (centre hospitalier), Saint-Martin, jouxtant Boulogne-sur-Mer (centre Joliot-Curie), Metz (centre hospitalier régional) et Nancy (Institut de Cancérologie de Lorraine).

## Centres de tomothérapie en Belgique
En Janvier 2006, la Clinique et Maternité Ste-Elisabeth à Namur était la troisième institution Belge (avec la V.U.B. et l'U.C.L.) à se doter d'un appareil de tomothérapie.

## Centres de tomothérapie en Afrique
En Janvier 2017, l'Algérie devient le premier pays d'Afrique a disposer de la tomothérapie, avec le centre anti-cancer de Sidi Abdellah situé dans la wilaya d'Alger (Centre Sidi Abdellah Cancérologie).